# Wachregiment

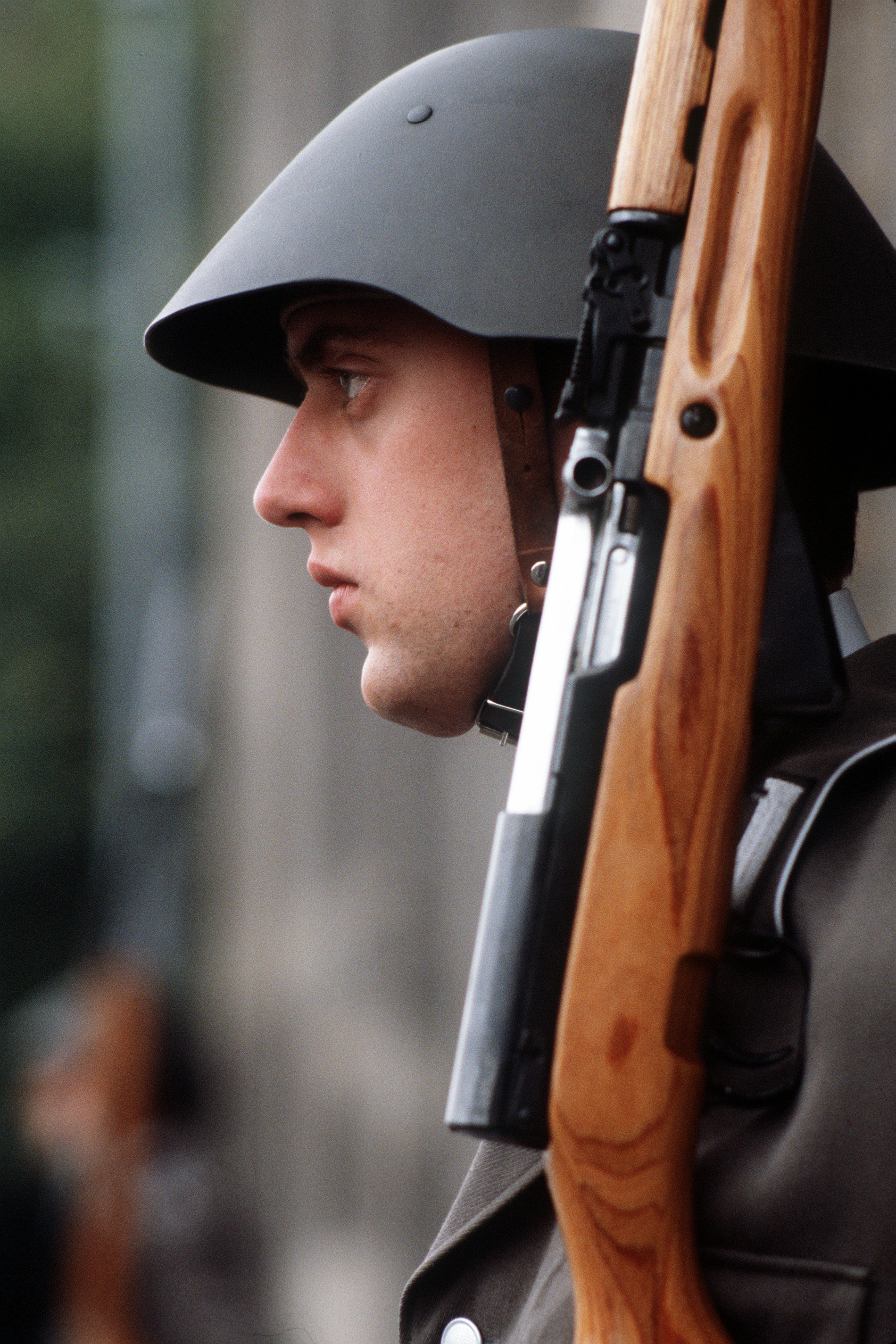
Soldaat van een Wachregiment

Als Wachregiment werden in de Duitse Democratische Republiek de legereenheden aangeduid die voor protocollaire of bewakingstaken werden ingezet.
In de DDR bestonden drie Wachregimenten:
- Het Wachregiment Feliks Dzierzynski was de militaire tak van het Ministerie voor Staatsveiligheid (Stasi).
- Het Wachregiment Friedrich Engels leverde de erewacht bij de Neue Wache aan de Unter den Linden in Oost-Berlijn.
- Het Wachregiment Hugo Eberlein ook wel Wachregiment II genoemd had geen protocollaire taken maar verzorgde de beveiliging van steunpunten en gebouwen van het Ministerium für Nationale Verteidigung (Ministerie van Defensie) in met name Strausberg-Nord.

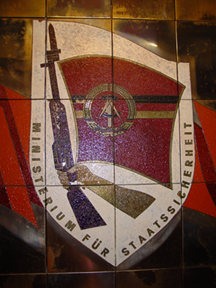
Wapen van het MfS

## Wachregiment Feliks Dzierzynski
In november 1954 werd het "Wachregiment Berlin" gevormd. Dit regiment werd in 1967 genoemd naar de communist Feliks Edmoendovitsj Dzerzjinski, de grondlegger van de geheime dienst Tsjeka. Het gold binnen de defensie van de DDR als elite-eenheid.

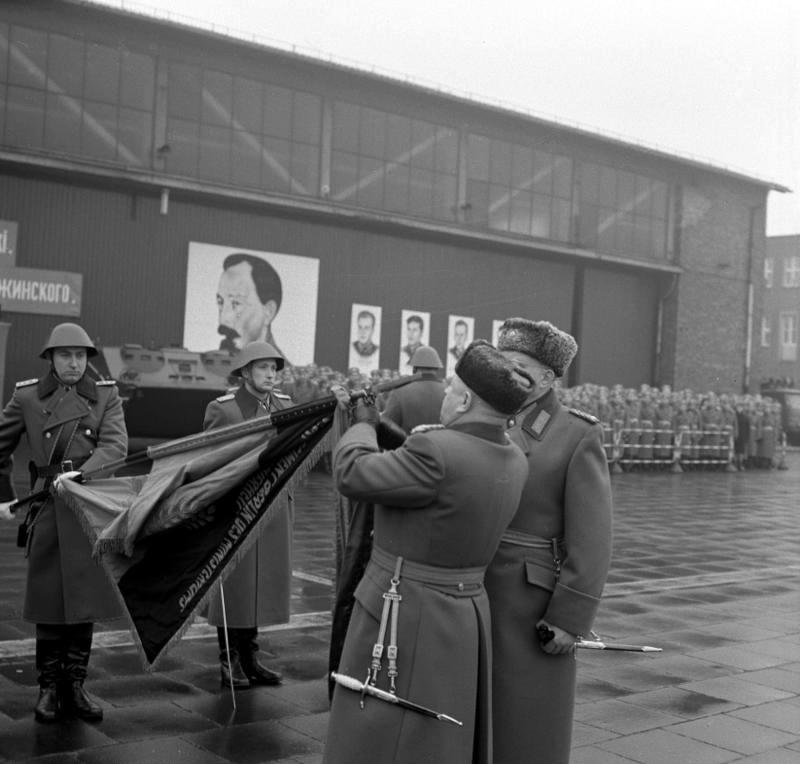
Mielke verleent op 15.12.1967 het Wachregiment de naam Feliks Dzerzjinski

Aangezien het regiment onder het Ministerium für Staatssicherheit viel en daarmee officieel niet tot de strijdkrachten behoorde, schond de DDR niet het verdrag over het niet stationeren van militairen in een van de vier sectoren in Berlijn.
De belangrijkste taak van het Wachregiment Feliks Dzierzynski was de beveiliging van gebouwen van de overheid en de communistische partij SED.

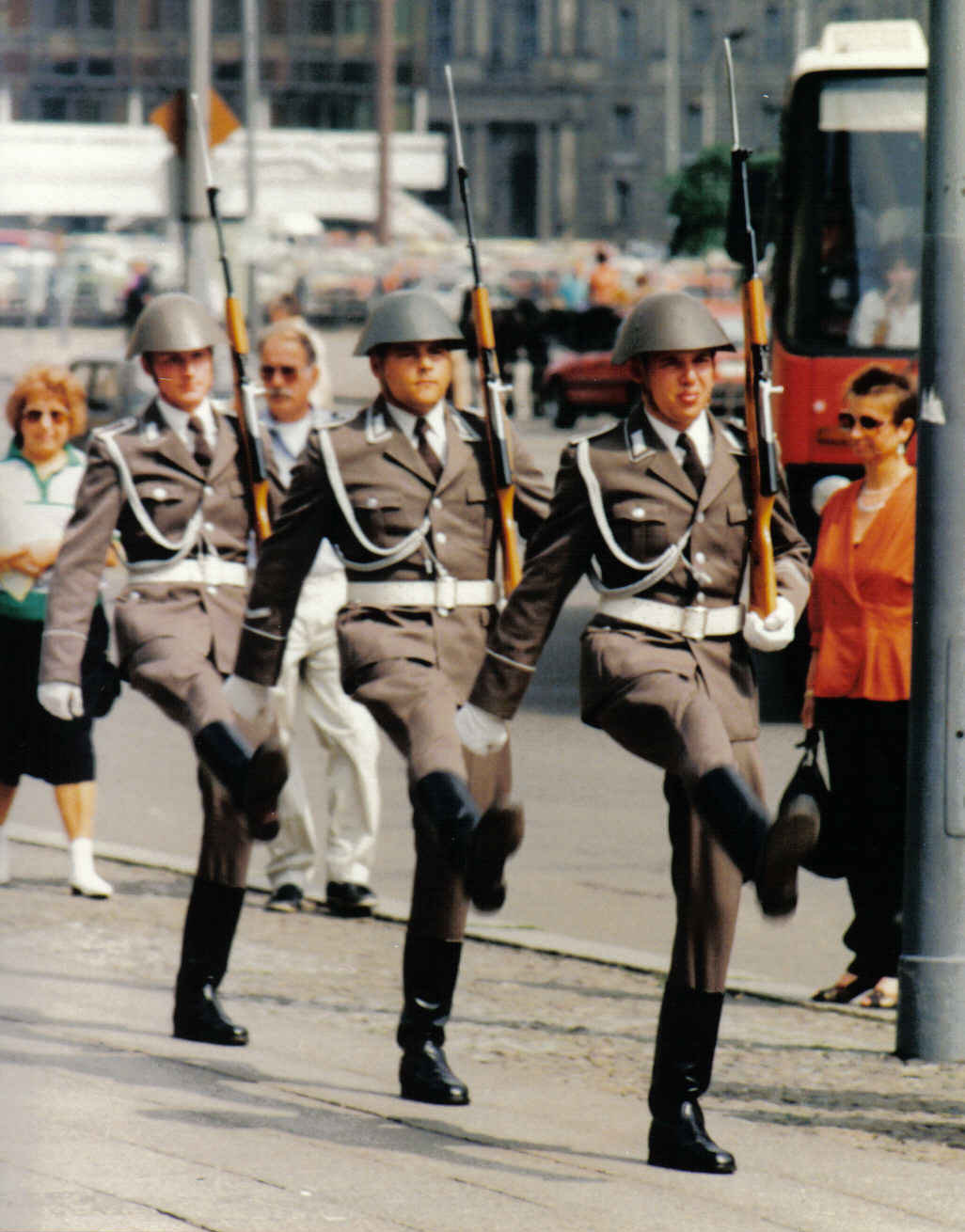
Wachregiment Friedrich Engels in Oost-Berlijn

## Wachregiment Friedrich Engels
Het Wachregiment Friedrich Engels was een onderdeel van de Nationale Volksarmee en leverde de erewacht bij de Neue Wache. Dit gebouw uit 1818 was in 1960 ingericht als monument voor de slachtoffers van fascisme en militarisme. Tot de Duitse hereniging in 1990 stond hier overdag een erewacht van 2 man die rond 14.30 uur werd afgelost.

## Wachregiment Hugo Eberlein
Het Wachregiment "Hugo Eberlein" (ook Wachregiment II genoemd) werd in 1956 opgericht. Het regiment was gelegerd naast het Ministerie van Nationale Verteidigung van de DDR in Strausberg, een voorstad van Berlijn. Het regiment werd vernoemd naar de communist Hugo Eberlein, die overleed ten gevolge van politieke zuiveringen onder het bewind van Stalin. Om die reden zou men kunnen zeggen dat de naamgeving van het regiment op zijn minst opvallend is. De laatste commandant van het regiment was Kolonel Steinkopf, hij kreeg het commando in september 1990. De leden van deze militaire eenheid waren duidelijk herkenbaar aan een band om hun linker uniformmouw met de tekst 'NVA Wachregiment'.
Het regiment had geen protocollaire doeleinden, zoals wachregiment Friedrich Engels. Het regiment had de taak om de veiligheid van installaties en gebouwen van het Nationale Verteidigung in Strausberg-Nord te garanderen. Tot 1962 was het regiment ook belast met de beveiliging van gebouwen in Berlijn. Deze taak werd echter vanaf 1962 overgenomen door het Wachtregiment Friedrich Engels.
De uniformering van het regiment week niet bijzonder af van de regulieren legeronderdelen. Wel droegen dienstplichtigen in tegenstelling tot veel andere legeronderdelen uniformen van kammgarn (gladde en hoogwaardigere stof die normaliter door officieren en beroepssoldaten gedragen werd). Helaas is er weinig beeldmateriaal van dit regiment waardoor er vandaag de dag nog veel gespeculeerd wordt over de werkelijke uniformeringsnormen. 
Wachregiment Hugo Erberlein / II bestond uit:
- Een centrale staf met ongeveer 50 militaire medewerkers alsmede 60 civiele medewerkers;
- Het Eerste bataljon met drie compagnieën van elk 100 militairen en bijbehorende staf;
- Het Tweede bataljon met drie compagnieën van elk 100 militairen en bijbehorende staf;
- Een flexibel inzetbare compagnie met circa 100 militairen en bijbehorende staf;
- Een luchtafweereenheid met vier batterijen met elk 36 militairen;
- Een verkenningseenheid bestaande uit 30 militairen;
- Een Onderofficierenopleiding UAK (Unteroffizierausbildungskompanie) waar 120 personen zowel militair als civiel werkzaam waren.

De bataljons waren ieder uitgerust met 27 panzerwagens van het type BTR-60. De luchtafweereenheden waren elk uitgerust met 27 '23/2 FLA' systemen.